# Ermita del Humilladero

El nombre de ermita del humilladero (o del Cristo del Humilladero) es el nombre de un tipo de ermita, una clase de edificio cristiano. Toman su nombre del término «humilladero», un lugar que se situaba extramuros, en cruces de caminos a la entrada y salida de algunas poblaciones. 
El objetivo original era el de facilitar la práctica religiosa de los transeúntes. Actualmente se utilizan esporádicamente, sirviendo como destino o salida de romerías en algunos casos.
Normalmente se trata de edificios exentos, de pequeñas dimensiones y de planta cuadrada. En ocasiones tiene plantas en crucero, ya sea cruz latina o griega. 
Es frecuente en estas ermitas, sobre todo en Castilla, que la fachada principal se abra a través de dos puertas iguales y yuxtapuestas, normalmente en arco de medio punto.
- Datos: Q5575270